# Yemessoa I
Yemessoa I est un village du Cameroun situé dans le département de la Lekié et la région du Centre. Il fait partie de la commune d'Obala et se trouve en pays Eton.